# Sabotage (album de Black Sabath)
Sabotage este al șaselea album de studio al trupei britanice de heavy metal Black Sabbath, lansat în 1975. 

## Tracklist
1. "Hole in The Sky" (3:59)
2. "Don't Start (Too Late)" (0:49)
3. "Symptom of The Universe" (6:29)
4. "Megalomania" (9:46)
5. "The Thrill of It All" (5:51)
6. "Supertzar" (3:44)
7. "Am I Going Insane (Radio)" (4:16)
8. "The Writ" (8:09)

Toate cântecele au fost scrise de Tony Iommi, Geezer Butler, Ozzy Osbourne și Bill Ward.

## Single-uri
- "Am I Going Insane (Radio)" (1975)
- "Hole in The sky" (1975)
- "Symptom of The Universe" (1975)

## Componență
- Ozzy Osbourne - voce
- Tony Iommi - chitară
- Terry "Geezer" Butler - chitară bas
- Bill Ward - tobe